# Telosticta dupophila
Telosticta dupophila là loài chuồn chuồn trong họ Platystictidae. Loài này được Lieftinck mô tả khoa học đầu tiên năm 1933.